# Дюжева, Марина Михайловна
Мари́на Миха́йловна Дю́жева (род. 9 октября 1955, Москва, СССР) — советская и российская актриса театра, кино и дубляжа.

## Биография
Марина Михайловна Кукушкина родилась 9 октября 1955 года в Москве. С отличием окончила в 1976 году ГИТИС (мастерская Владимира Андреева). С 1978 года по 1997 год — актриса Театра-студии киноактёра.
Играла роли более чем в 50 фильмах. В начале карьеры снималась под девичьей фамилией. Со своим первым мужем, Николаем Дюжевым, сыном влиятельного чиновника Министерства культуры, познакомилась во время учёбы в институте, но этот брак быстро распался.
В 1994 году Марину Дюжеву пригласили на дубляж в телесериале «Элен и ребята», и эту работу она продолжила в других иностранных фильмах. В телеигре «Ключи от форта Байяр» (сезоны 1996 и 1997 годов) Марина Дюжева озвучила ведущую Сандрин Домингес.

## Личная жизнь
Первый муж (с 1975 года по 1978 год) — Николай Дюжев.
Второй муж (с 4 февраля 1983 года) — Юрий Васильевич Гейко (род. 1948), писатель, журналист, радиоведущий и водитель-испытатель.
- Сын — Михаил (род. 9 октября 1983).
  - Внук — Мирон.
- Сын — Григорий (род. 28 августа 1986). Живёт в Канаде.

## Творчество

### Роли в театре

#### «Независимый театральный проект»
- 2004 — «Боинг-Боинг»[5] по пьесе Марка Камолетти — Берта
- 2005 — «Жестокие танцы»[6] Танцевальный марафон по мотивам романа Хораса Маккоя «Загнанных лошадей пристреливают, не правда ли?» — Мэри
- 2010 — «Девочки из календаря[англ.]»[7] по пьесе Тима Фёрта[англ.] — Рут
- 2013 — «Ножницы»[8] по пьесе Shear Madness[англ.] П. Портнера[англ.] — Виктория Львовна

#### Театральный продюсерский центр «Русарт»
- «Пять вечеров» Александра Володина — Зоя

#### Театральный марафон
- «Дорогая Памела» по пьесе Джона Патрика — Памела Кронки

### Фильмография
- 1974 — В восемнадцать мальчишеских лет — Валя
- 1974 — Считайте меня взрослым
- 1974 — Засекреченный город — пионервожатая
- 1975 — Повторная свадьба — Ася
- 1976 — Стажёр — Катя Савельева
- 1976 — Горожане — Маша
- 1977 — По семейным обстоятельствам — Лида
- 1977 — Мимино — Светлана Георгиевна, адвокат (в титрах ошибочно — Мария Дюжева)
- 1977 — Родные — Лиля
- 1978 — Трактир на Пятницкой — Алёнка
- 1978 — Срочный вызов — Женя
- 1978 — Фронт за линией фронта — Катя
- 1978 — Риск — благородное дело — Наташа
- 1979 — Время выбрало нас — Маша, радистка
- 1979 — На исходе лета — медсестра Вера
- 1980 — Государственная граница. Мы наш, мы новый… — Нина Александровна Данович
- 1980 — Атланты и кариатиды — Вера (в титрах ошибочно — Мария Дюжева)
- 1980 — Отец и сын — Прасковья Тихоновна Скобеева, учительница
- 1980 — Ты должен жить — Оксана
- 1980 — Выстрел в спину — Рита
- 1980 — Ключ — Аня, жена Валеры
- 1981 — Честный, умный, неженатый… — Катя
- 1981 — Похищение века — Варвара Ерёмина
- 1981 — Девушка и Гранд — Марина Кошевая
- 1982 — За счастьем — Катя
- 1982 — Покровские ворота — Анна Адамовна, аспирантка
- 1983 — Молодые люди — Галя
- 1984 — Зудов, вы уволены! — Елена Васильевна
- 1984 — Мой избранник — Валентина
- 1985 — Зловредное воскресенье — Нина Григорьевна
- 1985 — 3агадка Кальмана / Az élet muzsikája - Kálmán Imre
- 1985 — Город над головой — Лиза
- 1986 — Как стать счастливым — Зоя, жена Гоши
- 1987 — Кувырок через голову — Анна Ивановна, завуч школы
- 1987 — Где находится нофелет? — Марина
- 1988 — Однажды в декабре — Наташка / Катька / Майка
- 1990 — Арбатский мотив — Ольга
- 1991 — Тень, или Может быть, всё обойдётся — Принцесса
- 1995 — Московские каникулы — бывшая жена Гриши (в титрах — Мария)
- 1995 — Без ошейника — Гудкова
- 1996 — Импотент — Маша
- 1996—1997 — Клубничка —
- 2000 — Зависть богов — Наташа, подруга Сони
- 2002 — Стрела любви — Ирина Михайловна
- 2002 — Дружная семейка (телесериал) — Мария Потыкаева
- 2007 — Пирожки с картошкой — Анна
- 2008 — История любви, или Новогодний розыгрыш — мама Полины
- 2008 — Папины дочки — пианистка Виолетта
- 2009 — Мой — Людмила Петровна Свешникова, мать Светы
- 2009 — Кровь не вода — Елена Куликова, мать Ани и Маши
- 2010 — Белое платье — тётя Маша
- 2011 — Купидон (телесериал) — Людмила Аркадьевна Одинцова, мать Виктории
- 2012 — Мой любимый гений — Марина Петровна, мать Миши
- 2012 — Джунгли — Любовь Алексеевна, мать Марины
- 2013 — Земский доктор. Возвращение — Вера
- 2013 — Семейные обстоятельства — Ирина Петровна Любочкина
- 2014 — Сын за отца (телесериал) — приёмная мать Вадима
- 2014 — Полоса отчуждения — Зинаида
- 2016 — Моя любимая свекровь — Ольга
- 2022 — Непослушник 2 — Ольга

#### Роли в киножурнале «Ералаш»
- 1982 — Выпуск № 32 (сюжет «Игра окончена, маэстро!»)[9] — мама мальчика
- 1982 — Выпуск № 33 (сюжет «Крик на рассвете»)[10] — мама мальчика, который притворился охрипшим, чтобы не ходить в школу
- 1990 — Выпуск № 78 (сюжет «Научи меня плохому!»)[11] — мама мальчика
- 1990 — Выпуск № 83 (сюжет «Друзья»)[12] — мама Саши
- 1991 — Выпуск № 89 (сюжет «Прогулка»)[13] — мама мальчика
- 1993 — Выпуск № 96 (сюжет «Первый день свободы»)[14] — мама Вовы
- 1993 — Выпуск № 99 (сюжет «Прости, Жмуриков»)[15] — Мария Ивановна, учительница математики
- 1995 — Выпуск № 108 (сюжет «Операция «Лифт»)[16] — Вера Степановна, учительница
- 2001 — Выпуск № 145 (сюжет «Домовой»)[17] — Марина, мама Маши

#### Телеспектакли
- 1988 — Объективные обстоятельства — Ирина Антипова

### Озвучивание мультфильмов
- 2005 — История любви одной лягушки

### Документальные фильмы
- 2009 — Чистосердечное признание. Игорь Старыгин (документально-биографический фильм, посвящённый Игорю Старыгину)